# Erick Rizo
Erick Ramón Rizo Rojas (Santiago de Cuba, 28 febbraio 1991) è un calciatore cubano, difensore del Santiago de Cuba e della Nazionale cubana.

## Caratteristiche tecniche
È un difensore centrale.

## Carriera

### Nazionale
Ha debuttato in Nazionale il 22 marzo 2018 nell'amichevole Nicaragua-Cuba (3-1), subentrando a Yasmany López al minuto 69. Ha messo a segno la sua prima rete con la maglia della Nazionale il 29 settembre 2018, nell'amichevole Cuba-Isole Cayman (5-0). Ha partecipato, con la Nazionale, alla CONCACAF Gold Cup 2019.

## Palmarès

### Club

#### Competizioni nazionali
- Campeonato Nacional de Fútbol de Cuba: 3

Santiago de Cuba: 2017, 2018, 2019